# 张作梅
张作梅（1918年10月4日—1998年12月30日），男，广东兴宁人，中国机械工程学专家，中国科学院院士。曾任中国科学院长春光学精密机械研究所研究员。

## 生平
1941年毕业于广州中山大学。1949年获英国雪菲尔德大学工程研究院博士学位。1980当选为中国科学院学部委员（院士）。